# Göttingen
Göttingen (dolnoněmecky Chöttingen, česky zastarale Gotinky) je město v německém Dolním Sasku. Město je proslulé díky své univerzitě (Univerzita Georga Augusta), která byla založena v roce 1737.
Dnes má město přibližně 120 tisíc obyvatel. Na místní univerzitě ročně studuje okolo 25 tisíc studentů.

## Doprava

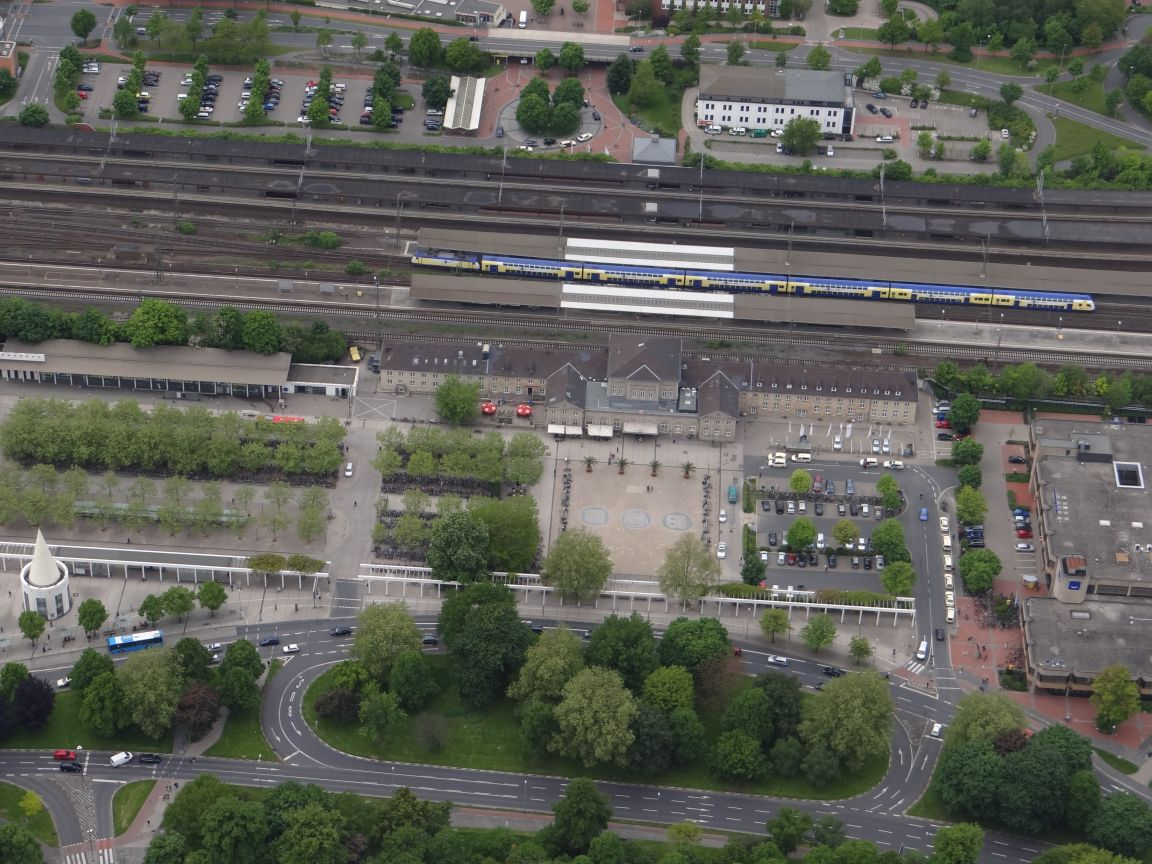
Letecký pohled na nádraží v Göttingenu

Na západním okraji města prochází severojižním směrem dálnice A7 Hannover–Kassel. Jižně od města se nachází křižovatka „Dreieck Drammetal“, která město napojuje na dálnici A38 do Halle (Saale) a Lipska. Přes město prochází také silnice č. 3 a 27.
Nádraží Göttingen leží na vysokorychlostní trati Hannover-Würzburg otevřené roku 1991 a je zastávkou vlaků ICE. Vlaky ICE jezdí ve směru Kassel, Frankfurt nad Mohanem, Mnichov a Stuttgart, některé jezdí až do Švýcarska a do Rakouska, v opačném směru do Hannoveru, Hamburku, Brém a přes Braunschweig a Wolfsburg do Berlína. Göttingen také leží na původní severojižní trati Hannover – Kassel (Trať Bebra-Göttingen). Dále je napojeno na trať Göttingen–Bodenfelde. Denně zastaví na nádraží 126 vlaků Intercity-Express (ICE), 53 vlaků InterCity (IC) a 236 vlaků regionální dopravy.

## Partnerská města
- Cramlington, Spojené království, 1969
- Cheltenham, Spojené království, 1951
- Pau, Francie, 1962
- Toruň, Polsko, 1978
- Wittenberg, Německo, 1988

## Významní rodáci
- Herbert Grönemeyer (* 1956), zpěvák, hudebník a herec
- Sandra Nasic (* 1976), zpěvačka
- Christian Büttner (* 1979) zpěvák a hudebník

## Galerie

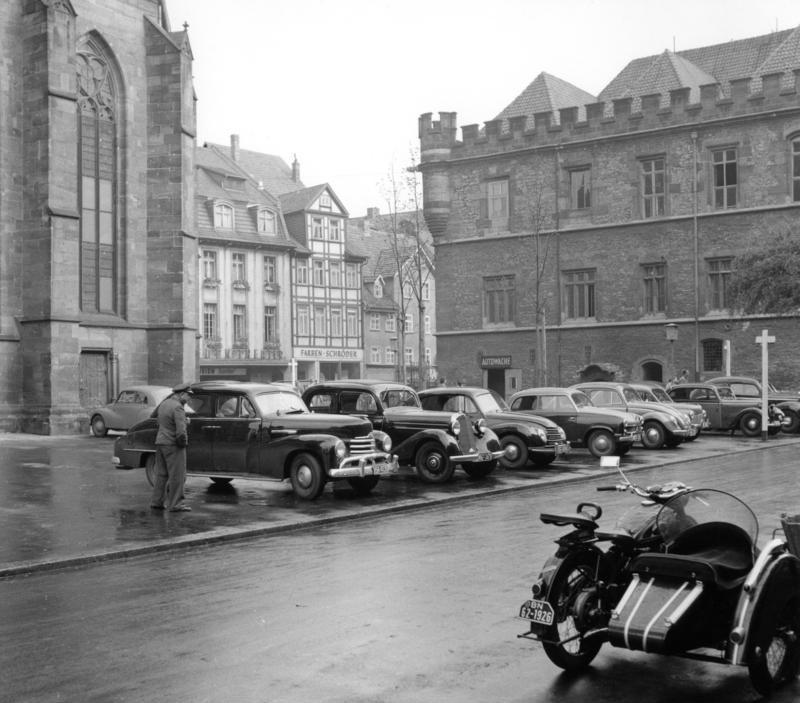
Staré město, 1953
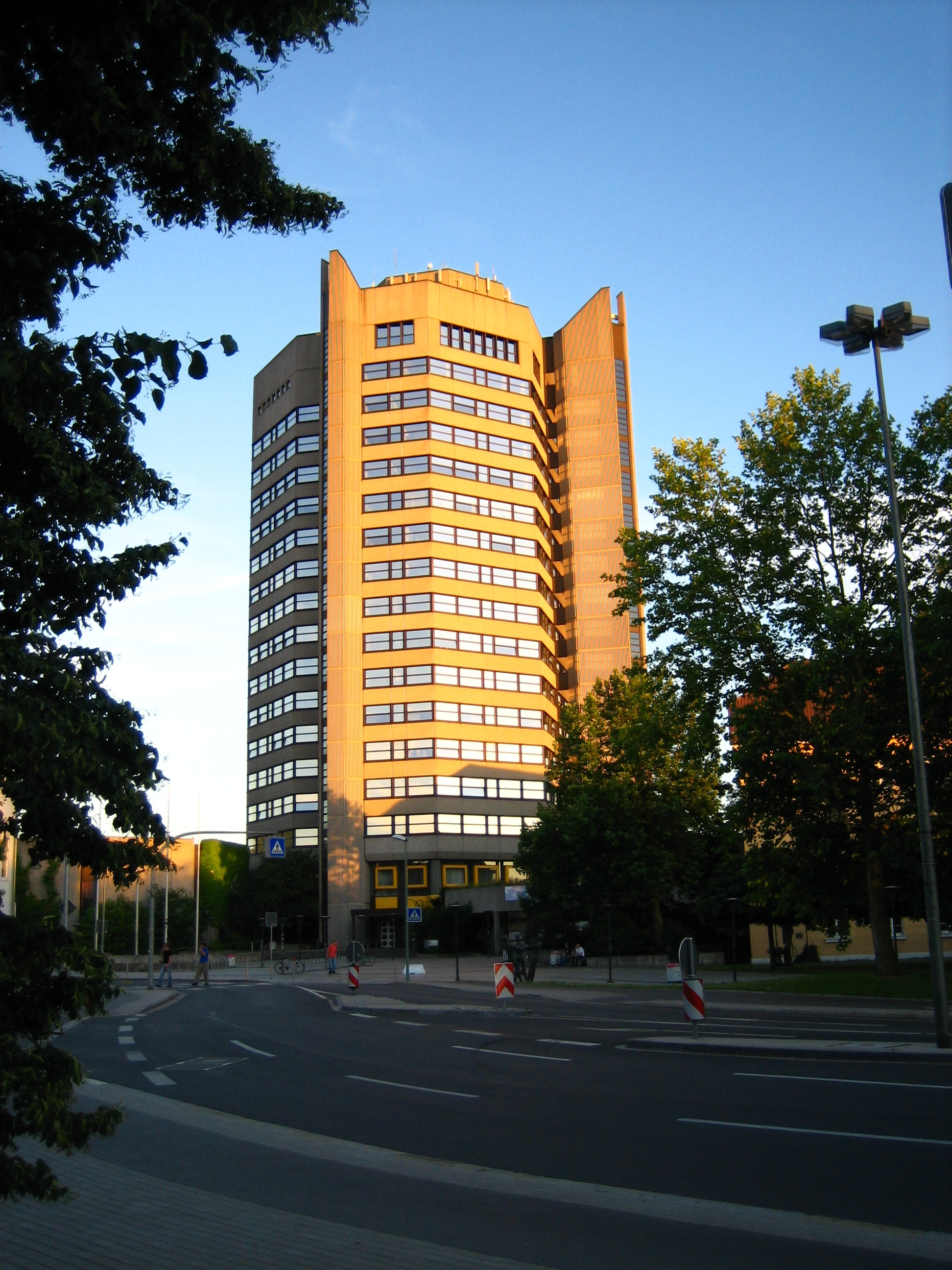
nová radnice, dokončená v roce 1978
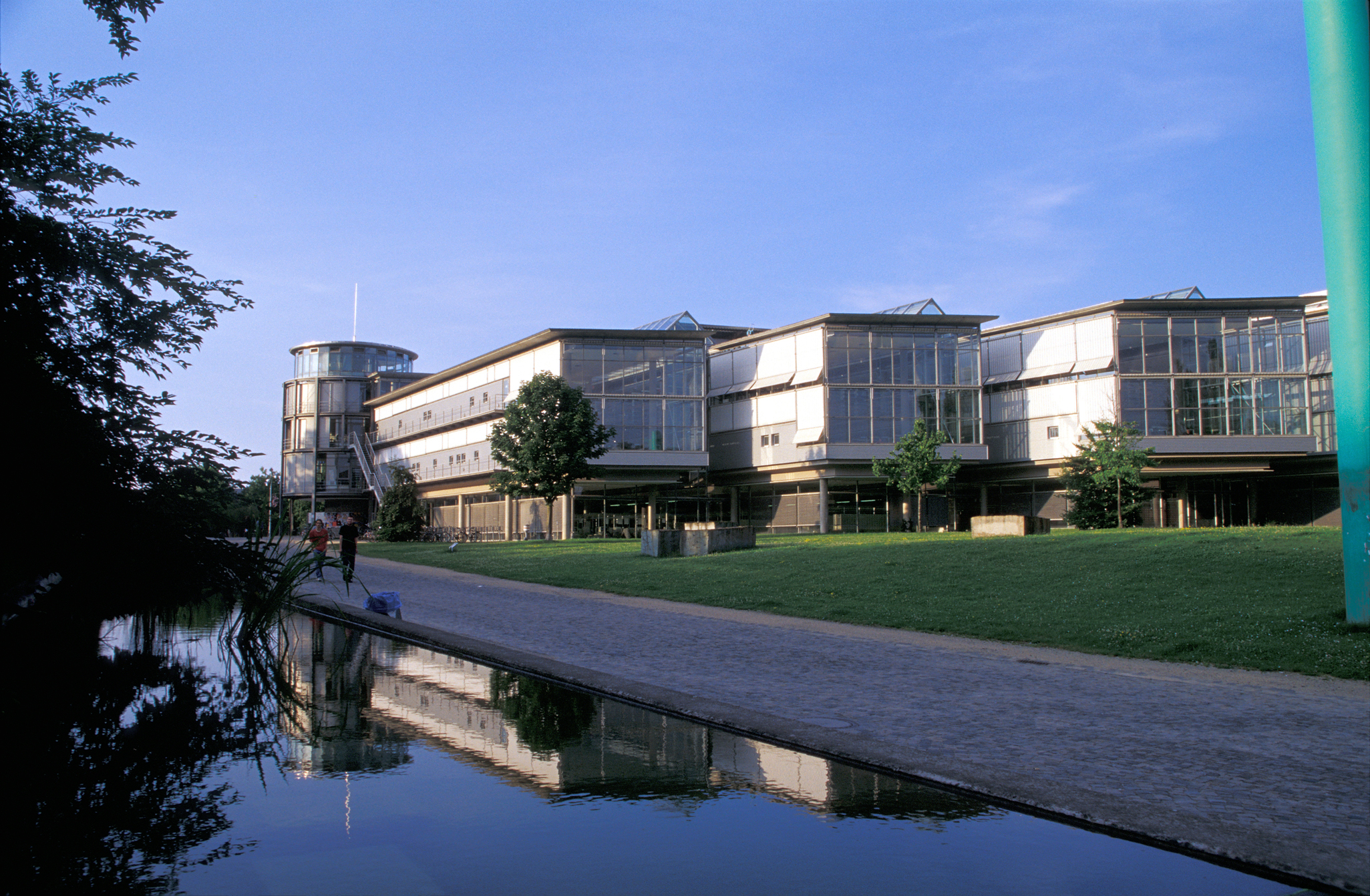
nová budova Dolnosaské státní a univerzitní knihovny, dokončená v roce 1993
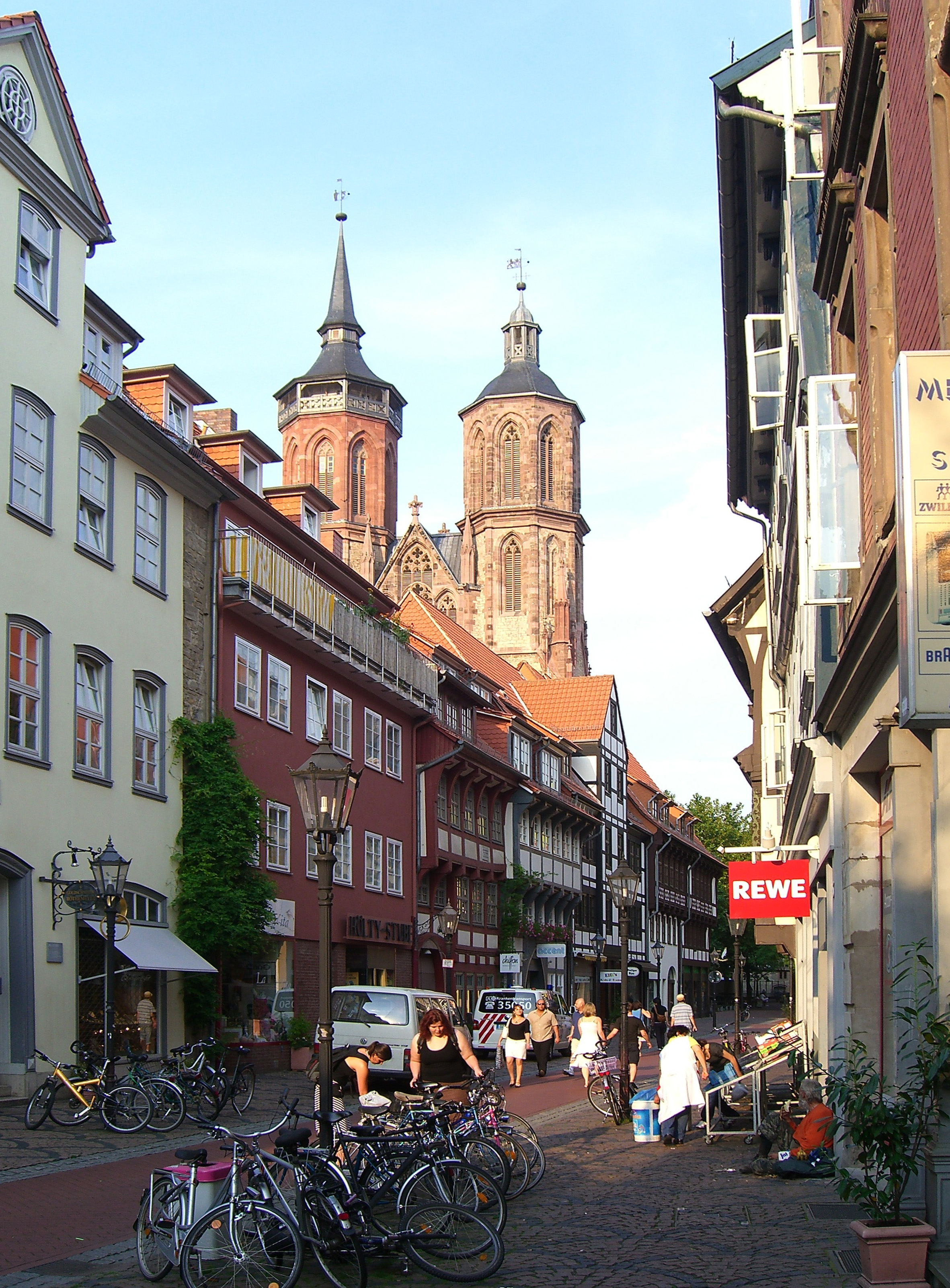
pohled na kostel St. Johanniskirche
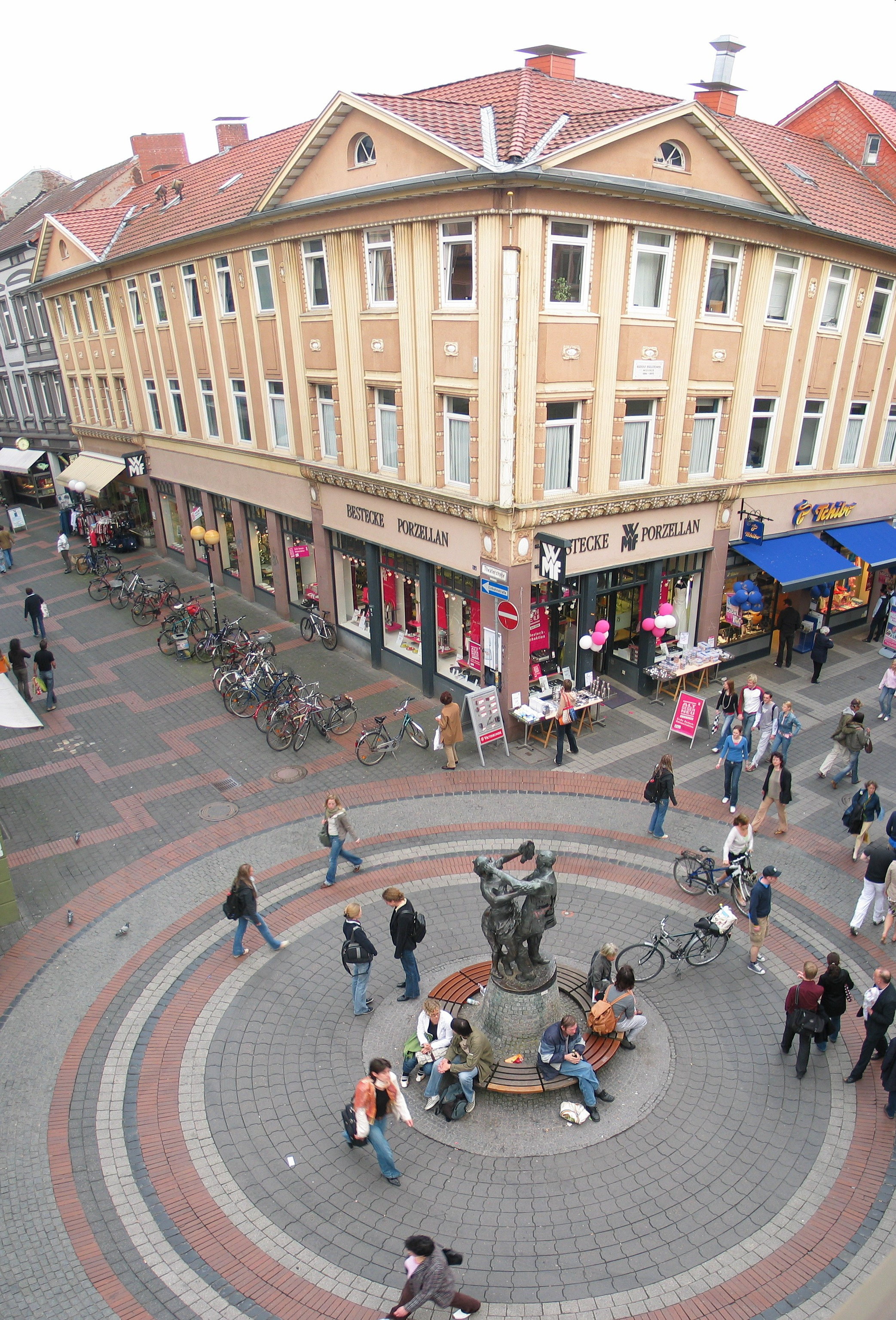
Nabel, centrum pěší zóny v centru města
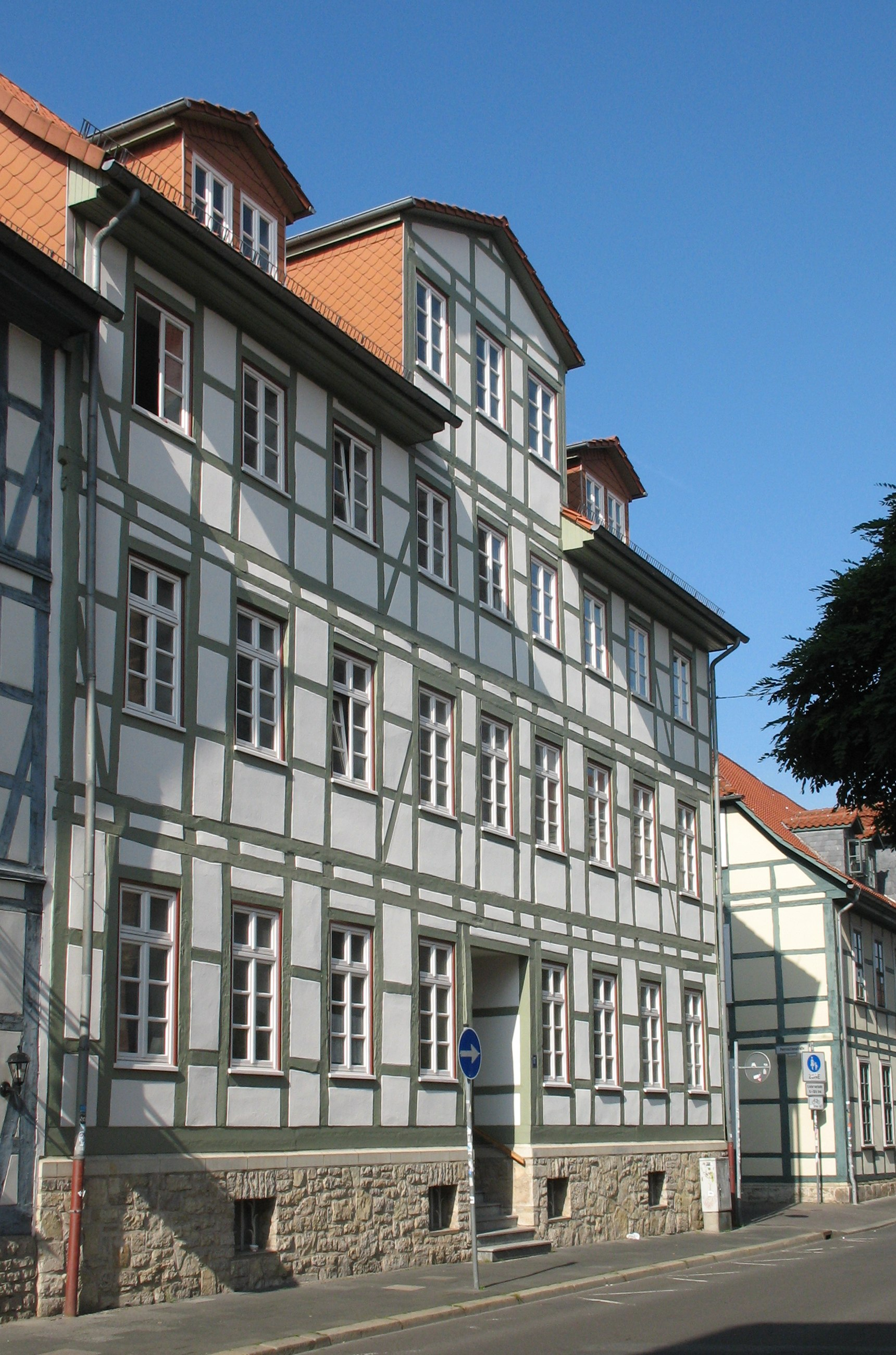
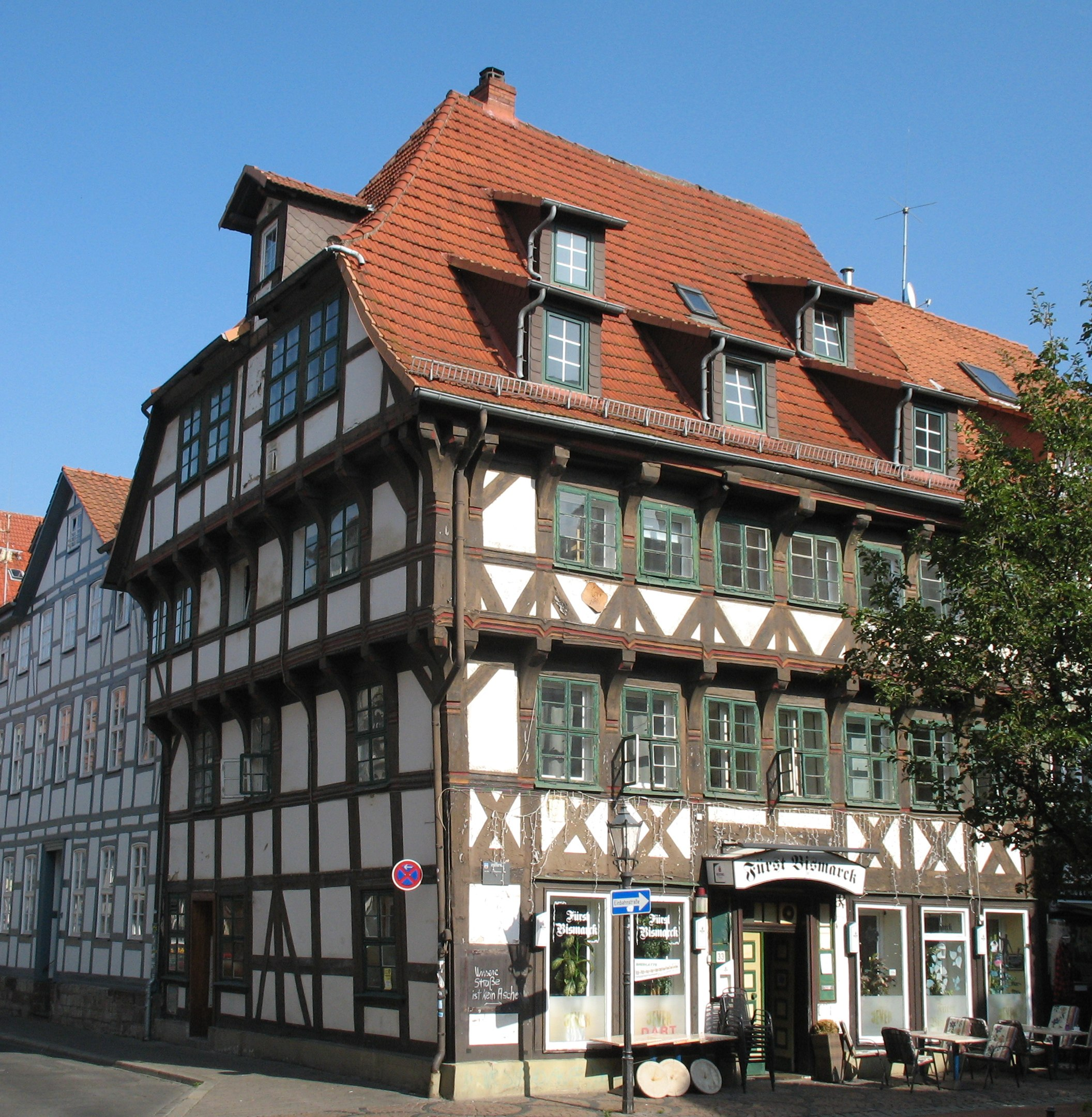
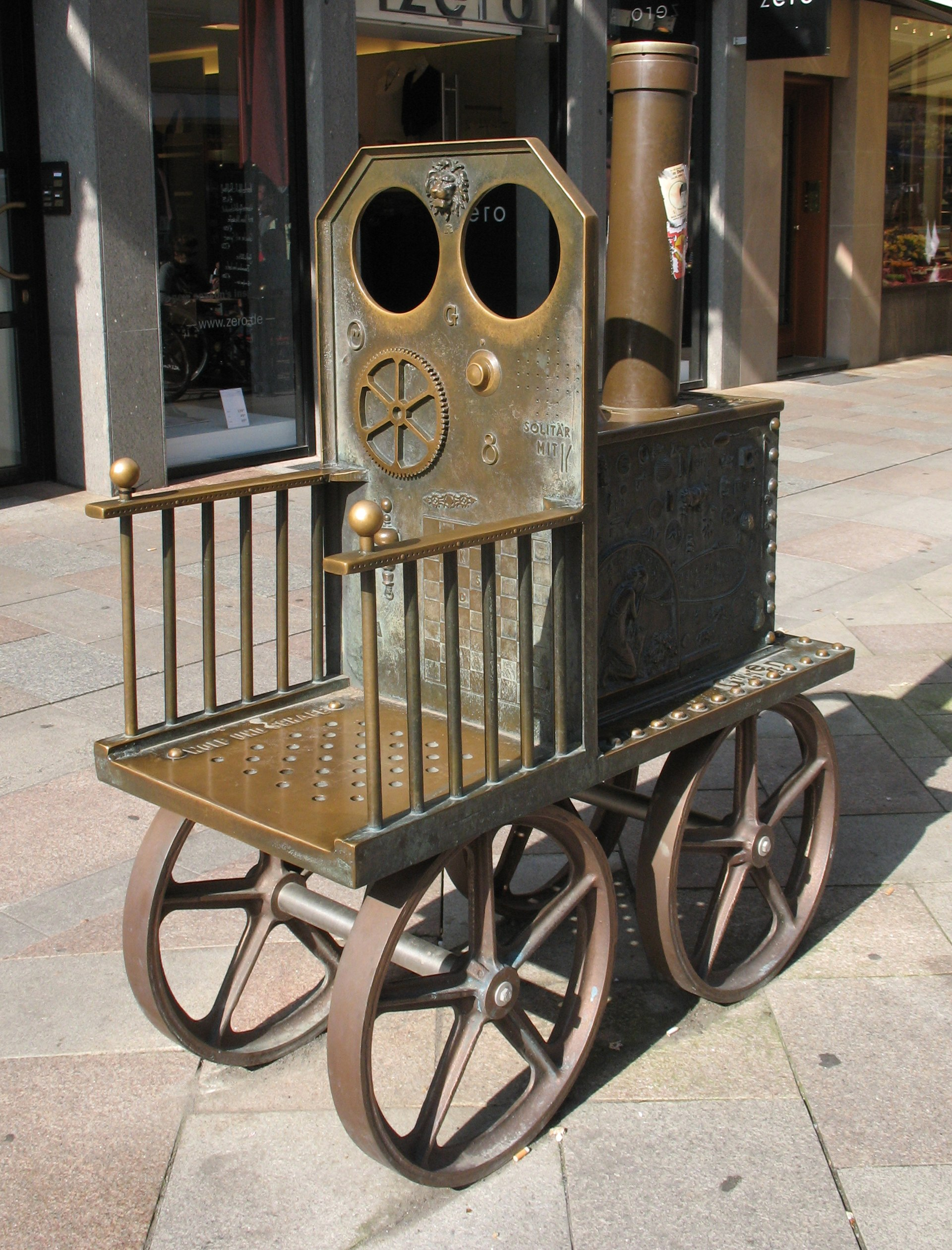